# Jens Thoft
 Der er for få eller ingen kildehenvisninger i denne artikel, hvilket er et problem. Du kan hjælpe ved at angive troværdige kilder til de påstande, som fremføres i artiklen.

Jens Thoft (født 7. februar 1945 i Esbjerg) er revisor. Han har været var aktiv i Aldrig Mere Krig, Kampagnen mod Atomvåben og Militærnægterforeningen.[kilde mangler] Jens Thoft var medlem af Folketinget for SF fra 1984 til 1994. Han var valgt i Århus amt, hvor han også bor.
Jens Thoft er en dansk revisor og tidligere politiker. Hans liv har været præget af fredsarbejde og revision. Han var medlem af Folketinget for Socialistisk Folkeparti (SF) fra 1984 til 1994.

## Baggrund og tidlig politisk karriere
Jens Thoft blev politisk aktiv som 15-årig i 1960, hvor han tilsluttede sig SF’s første ungdomsorganisation, Socialistisk Ungdoms Forum (SUF). Han var medlem af bestyrelsen i SUF fra 1962 til 1968, først i SUF-Esbjerg og fra 1965 i SUF-Århus.

## Fredsarbejde
Thoft begyndte sit fredsaktivistiske engagement i 1960 som en del af Kampagnen mod Atomvåben. Han blev senere aktiv i Aldrig Mere Krig og var en markant skikkelse i kampen mod atomkraft gennem Organisationen til Oplysning om Atomkraft (OOA). I 1973 var han med til at starte Greenpeace i Aarhus. I slutningen af 1970’erne blev han en del af bevægelsen Nej til Atomvåben.

## Folketinget
Jens Thoft blev valgt til Folketinget i 1984 og var i en årrække en central figur i SF’s arbejde for fred og sikkerhed. Sammen med Pelle Voigt og Gert Petersen arbejdede han for en alternativ sikkerhedspolitik. Han var desuden skattepolitisk ordfører for SF.

## Revisorvirksomhed
Ud over sin politiske karriere drev Jens Thoft i 50 år sit eget revisorfirma. Hans arbejde som revisor var en vigtig del af hans professionelle liv ved siden af hans politiske og aktivistiske engagement.

## Udtræden af SF
Jens Thoft forlod SF i protest mod partiets regeringsdeltagelse og de kompromisser, det medførte. Han har dog fortsat betragtet sig selv som en "kultur-SF’er".

## Forfatterskab
Thoft har skrevet og redigeret flere publikationer om fredsarbejde og politik, herunder:
- Slumstormerbevægelsen (1975)
- Ikke-voldelig konfliktadfærd (1976)
- Kamp uden vold. Argumenter for en alternativ forsvarspolitik (1976)
- Handling er forvandling (1981)
- Oprustning, omrustning, nedrustning, fred (1983, medforfatter)
- Ikkevold. Strategi i klassekampen (redaktør)
- Socialistisk forsvarsdebat (redaktør)

## Udmærkelser
I 1986 blev Jens Thoft tildelt Årets Fredsrose af Fredsbevægelsen som anerkendelse for sit arbejde.

## Personligt liv
Jens Thoft er kendt for sin humor og sine mange anekdoter.